# Yngve Ekström

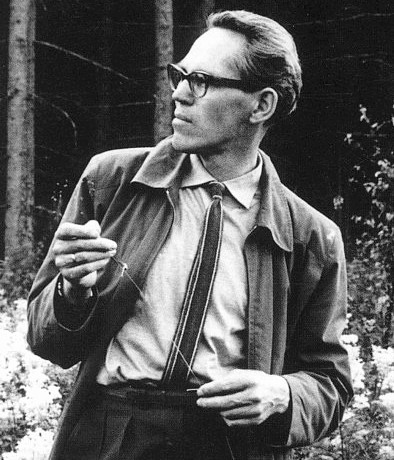
Yngve Ekström

Yngve Ekström (* 16. Juni 1913 in Hagafors, Gemeinde Vaggeryd; † 13. März 1988) war ein schwedischer Möbeldesigner, Holzschnitzer und Architekt.

## Leben und Werk

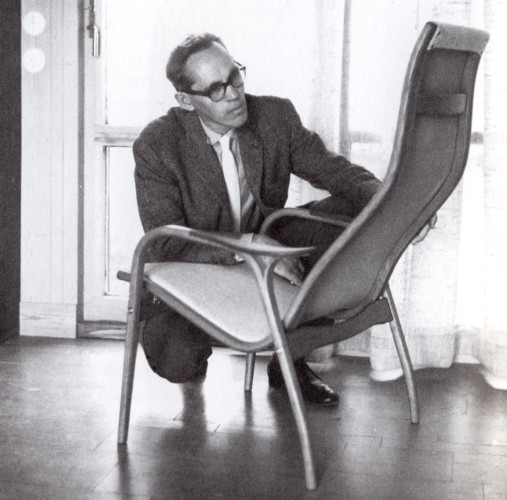
Yngve Ekström mit seiner Schöpfung „Lamino“

Ekström wurde im südschwedischen Örtchen Hagafors als Sohn eines Möbelfabrikarbeiters geboren. Der Vater starb früh, noch bevor Yngve und sein zwei Jahre älterer Bruder Jerker zur Schule kamen. Die Holzschnitzarbeiten, die der Vater in seiner Freizeit anfertigt hatte und dessen Beruf als Möbeltischler beeinflussten sicherlich Yngve Ekströms weitere Zukunft. Zunächst, nur 13 Jahre alt, arbeitete er in einem Sägewerk, studierte aber nebenher Zeichnen, Malen, Musik und Kunstgeschichte. Allmählich kam die Spezialisierung zur Heimeinrichtung. Im Grunde war er jedoch Autodidakt.
Im Jahre 1944 gründete er zusammen mit seinem Bruder Jerker die erfolgreiche Möbelfabrik „ESE-möbler“ (später „Swedese AB“). 1953 kam der Durchbruch, als Yngve Ekströms Arbeiten im renommierten Stockholmer Warenhaus Nordiska Kompaniet, NK ausgestellt wurden. 1955 zeigte er eine neue Möbelkollektion auf der Helsingborger Ausstellung 1955.
Swedeses Möbel wurden und werden schon lange demontiert im „platten Paket“ verschickt und vom Kunden zusammengebaut. Den angewinkelten Sechskantschlüssel und die Innensechskantschraube im Zusammenhang mit Möbelkonstruktionen zu verwenden ist eine Idee von Yngve Ekströms Bruder Jerker, lange bevor Ikea den Sechskantschlüssel zu seinem Markenzeichen machte.

## Lamino

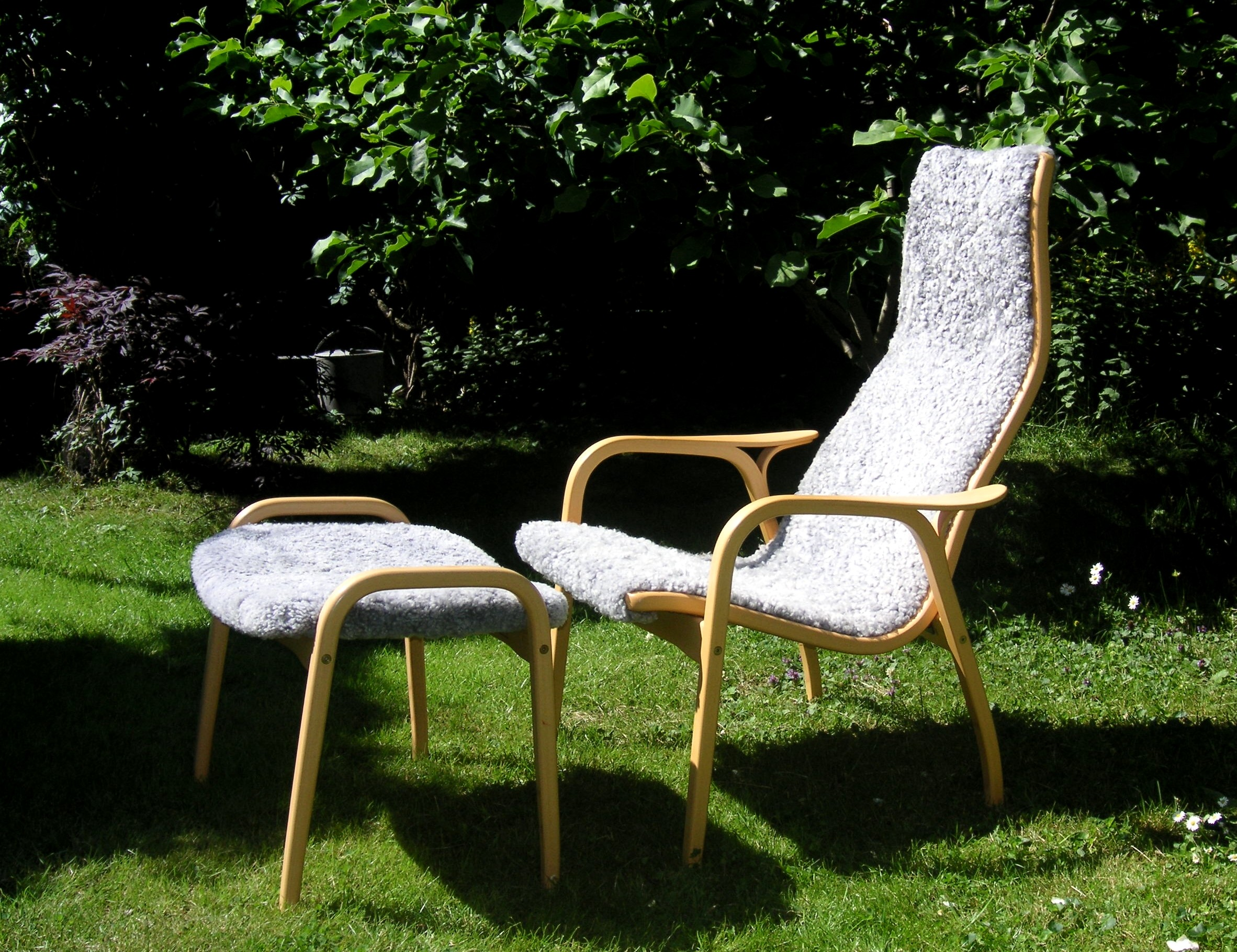
„Lamino“, Schwedens Möbel des Jahrhunderts, 1999

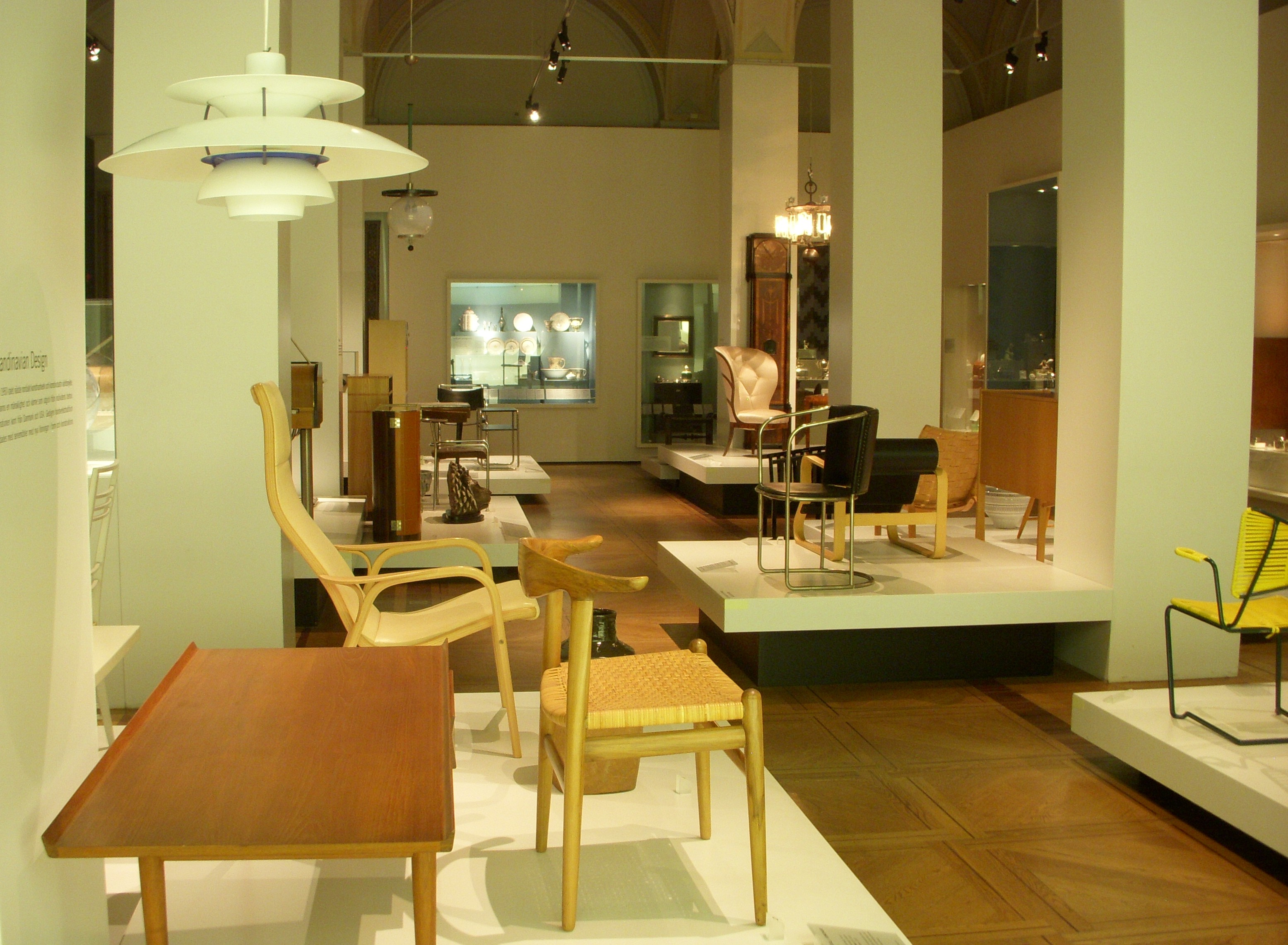
„Lamino“ (Hintergrund) im Nationalmuseum in Stockholm

Seine bekannteste Arbeit ist sicherlich der Sessel Lamino, der 1956 nach vielen Experimenten betreffend Linienführung, Konstruktion und Fertigungstechnik auf den Markt kam. Ein Sessel aus verleimtem Schichtholz, bekleidet mit Schafspelz. Lamino war genau im Geschmack der Zeit: leicht, bequem, schön anzusehen und preiswert, dazu transportiert im „platten Paket“ und selbst montierbar. Er hat einiges gemeinsam mit Pernilla, dem Sessel von Bruno Mathsson, einem anderen schwedischen Möbeldesigner dieser Zeit. Elegante Einfachheit war Ekströms Designideal und im Stuhl Lamino ist es ihm gelungen, dieses Ideal vollkommen zu verwirklichen. Lamino wurde 1999 von den Lesern der schwedischen Einrichtungszeitschrift Sköna Hem zum „schwedischen Möbel des Jahrhunderts“ gekürt. Das war ein gutes Zeugnis für einen Sessel, der bislang in über 250.000 Exemplaren hergestellt wurde und immer noch produziert wird.

## Zitat
„Att ha gjort en bra stol är kanske inget dåligt livsverk.“

„Einen guten Stuhl gemacht zu haben ist vielleicht kein so schlechtes Lebenswerk.“

## Ausstellungen
Ekströms Arbeiten waren auf vielen internationalen Ausstellungen repräsentiert, hier eine kleine Auswahl:
- 1953, NK-Bo, Stockholm
- 1955, Helsingborger Ausstellung 1955
- 1966, Stedelijk Museum, Amsterdam
- 1968, Kunstgewerbemuseum, Wien
- 1968, Werkkunst-Ausstellung, München
- 1970, Victoria and Albert Museum, London
- 1987, Scandinavian Design: A way of Life im Museum of Modern Art, Toyama, Japan